# جاكي باين
جاكي باين (بالإنجليزية: Jackie Payne)‏ هو مغني وكاتب أغاني أمريكي، ولد في 26 سبتمبر 1945.

## وصلات خارجية
- جاكي باين على موقع ميوزك برينز (الإنجليزية)
- جاكي باين على موقع ديسكوغز (الإنجليزية)